# 1997 في كولومبيا
فيما يلي قوائم الأحداث التي وقعت خلال عام 1997 في كولومبيا.

## رياضة
- 4 مايو – طواف كولومبيا 1997 الفائزون Héctor Palacio [الإنجليزية]‏، Jair Bernal [الإنجليزية]‏، José Castelblanco [الإنجليزية]‏.

## مواليد

### يناير
- 13 يناير – إيغان بيرنال درّاج طريق كولومبي.

### مارس
- 22 مارس – ماريا فرناندا هيرازو لاعبة كرة مضرب كولومبية.

## وفيات

### مايو
- 20 مايو – فيرجيليو باركو فارغاس (مواليد 1921)[1]

### أغسطس
- 21 أغسطس – ميسايل باسترانا بوريرو (مواليد 1923)[2]